# Королівська сільська рада (Коломийський район)
| Королівська сільська рада — орган місцевого самоврядування у Коломийському районі Івано-Франківської області з адміністративним центром у с. Королівка. Утворена 5 грудня 1990 року. Водоймища на території, підпорядкованій даній раді: річки Косачів, Радилівка. Сільській раді підпорядковані населені пункти: - с. Королівка |

## Склад ради
Рада складається з 16 депутатів та голови.

### Керівний склад ради
| ПІБ                          | Основні відомості                                                 | Дата обрання | Дата звільнення |
| ---------------------------- | ----------------------------------------------------------------- | ------------ | --------------- |
| Пньовський Василь Михайлович | Сільський голова, 1960 року народження, освіта                    | 26.03.2006   | 31.10.2010      |
| Мігащук Іван Петрович        | Сільський голова, 1955 року народження, освіта вища, безпартійний | 31.10.2010   |                 |

Примітка: таблиця складена за даними джерела